# Стенсон, Хенрик
Хенрик Улоф Стенсон (швед. Henrik Olof Stenson; род. 5 апреля 1976 года, Гётеборг, Швеция) — шведский гольфист. Стенсон — первый швед в истории, победивший на Открытом чемпионате Великобритании. Более 250 недель Хенрик Стенсон входил в первую десятку сильнейших гольфистов мира.
В июле 2013 года Стенсон занял итоговое второе место на Открытом чемпионате. В том же году он поднялся на 3-е место в официальном мировом рейтинге (OWGR), также Стенсон выиграл два итоговые турнира: Кубок FedEx (в рамках PGA-тура) и Race to Dubai (в рамках Европейского тура), став, таким образом, первым игроком, выигрывавшим за один сезон оба этих соревнования.

## Ранняя карьера
Стенсон родился в Гётеборге. Принял участие в первых соревнованиях в возрасте 12 лет. Природный левша, Стенсон переучился на правшу. В начале 1990-х годов начал играть в юношеских и любительских турнирах. Выступал за шведские юношеские команды в 1994 году.

## Профессиональная карьера

### 1999—2012
Стенсон начал играть на профессиональном уровне с 1999 года. Он принял участие в главном Европейском туре в 2001 году и в том же году выиграл Международный открытый турнир Benson & Hodges. С 2005 по 2008 год по итогам каждого сезона входил в число десяти лучших гольфистов PGA Tour.
Стенсон вошёл в топ-20 официального мирового рейтинга гольфистов в 2006 году; в 2007 году вошёл в десятку. В феврале Стенсон стал первым шведом, победившем на чемпионате мира по гольфу: в финальной игре Стенсон обыграл Джеффа Огилви. Таким образом Стенсон поднялся на пятую строчку в мировом рейтинге, показав лучший результат среди шведских игроков (предыдущий рекорд принадлежал Йесперу Парневику — 7 место в мае 2000). В общей сложности с 2007 года в топ-10 Хенрик Стенсон находился более 90 недель. В конце сезона швед сбавил обороты, и удержать первое место в турнирном зачёте ему не удалось: четвёртое место.
10 мая 2009 года Стенсон выиграл чемпионат THE PLAYERS, обыграв Йена Поултера. Эта победа вновь вывела его на пятое место в официальном мировом рейтинге, на следующей неделе он поднялся на четвёртое. Однако в начале 2012 года рейтинг шведа обрушился до 230 пунктов, и гольфист вылетел из топ-10.

### 2013
В 2013 году Стенсон одержал ряд побед и вновь добился высокого результата. На Открытом чемпионате 2013 года в шотландском Мюрфилде Стенсон занял второе место, пропустив вперёд лишь Фила Микельсона; в следующем месяце на турнире WGC-Bridgestone вновь стал вторым, уступив на этот раз Тайгеру Вудсу. После этого результата швед поднялся на 11-е место в мировом рейтинге.
На следующем крупном чемпионате PGA 2013 занял только третье место; победил на том турнире Джейсон Дафнер.
В 2013 году Стенсон выиграл чемпионат Дойче Банка и занял первое место в Кубке FedEx.
3 ноября 2013 года швед вышел на третье место в мировом рейтинге. Сезон Хенрик Сненсон закончил, заняв первое место на PGA Tour.

### 2014 — настоящее время
В мае 2014 года Стенсон вышел на второе место в мировом рейтинге, уступая только Адаму Скотту.
В 2015 году в 16 турнирах PGA Tour четырежды занимал второе место (в том числе трижды за последний месяц сезона).
В июне 2016 года он стал четвёртым двукратным обладателем Открытого международного турнира БМВ. В 2016 году, выиграв турнир, одержал 10-ю победу в Европейском туре в карьере. В августе 2016 года Хенрик Стенсон принял участие в летних Олимпийских играх в Рио-де-Жанейро, в программу которых спустя 112 лет вернулся гольф. На протяжении всего турнира Стенсон показывал довольно стабильные результаты и перед последним днём соревнований вышел на второе место, отставая от британца Джастина Роуза на 1 удар. 4-й раунд шведский гольфист закончил на 14-м месте с результатом 3 ниже пар, что позволило ему удержать свою позицию в итоговом рейтинге и стать серебряным призёром Олимпийских игр.

## Личная жизнь
Стенсон женился на Эмме Лофгрен в Дубае, спустя десять лет после первой встречи в университете Южной Каролины. Пара имеет двух детей: дочь Лизу и сына Карла.

## Профессиональные победы (19)

### Победы в Европейском туре (11)
| Легенда                      |
| Крупные чемпионаты (1)       |
| Чемпионат мира по гольфу (1) |
| Race to Dubai (2)            |
| Другие Европейские туры (7)  |

| №  | Дата             | Турнир                                | Результат       | Пар | Отрыв    | Проигравший                                  |
| -- | ---------------- | ------------------------------------- | --------------- | --- | -------- | -------------------------------------------- |
| 1  | 13 мая 2001      | Benson & Hedges International Open    | 67-68-71-70=275 | −12 | 3 ударов | Анхель Кабрера, Поль Макгинли                |
| 2  | 26 сентября 2004 | The Heritage                          | 69-67-67-66=269 | −19 | 4 ударов | Карлос Родилес                               |
| 3  | 29 января 2006   | Commercialbank Qatar Masters          | 66-68-71-68=273 | −15 | 3 ударов | Пол Бродхёрст                                |
| 4  | 3 сентября 2006  | BMW International Open                | 71-68-66-68=273 | −15 | Плей-офф | Ретьеф Гусен, Падрейг Харрингтон             |
| 5  | 4 февраля 2007   | Dubai Desert Classic                  | 68-64-69-68=269 | −19 | 1 удар   | Эрни Эльс                                    |
| 6  | 25 февраля 2007  | WGC-Accenture Match Play Championship | 2&1             | 2&1 | 2&1      | Джефф Огилви                                 |
| 7  | 18 ноября 2012   | South African Open Championship       | 66-65-69-71=271 | −17 | 3 ударов | Джордж Койтзее                               |
| 8  | 17 ноября 2013   | DP World Tour Championship, Dubai     | 68-64-67-64=263 | −25 | 6 ударов | Ян Польтер                                   |
| 9  | 23 ноября 2014   | DP World Tour Championship, Dubai (2) | 68-66-68-70=272 | −16 | 2 ударов | Виктор Дюбуассон, Рори Макилрой Джастин Роуз |
| 10 | 26 июня 2016     | BMW International Open (2)            | 68-65-67-71=271 | −17 | 3 ударов | Даррен Фихардт, Торбьорн Олесен              |
| 11 | 17 июля 2016     | The Open Championship                 | 68-65-68-63=264 | −20 | 3 ударов | Фил Микельсон                                |

Европейский рекорд тура плей-офф (1-3)
| № | Год  | Турнир                 | Оппонент(ы)                                           |
| - | ---- | ---------------------- | ----------------------------------------------------- |
| 1 | 2005 | Scandinavian Masters   | Марк Хенсби                                           |
| 2 | 2006 | BMW Asian Open         | Гонсало Фернандес-Кастаньо                            |
| 3 | 2006 | BMW International Open | Ретьеф Гусен, Падраиг Харрингтон                      |
| 4 | 2014 | BMW International Open | Рафаэль Кабрера-Белло, Грегори Авре Фабрицио Дзанотти |

### Победы в PGA-турах (5)
| Легенда                      |
| Крупные чемпионаты (1)       |
| Чемпионат мира по гольфу (1) |
| Плей-офф Кубка FedEx (2)     |
| Другие Тур PGA (1)           |

| № | Дата             | Турнир                                | Победный счёт   | Пар | Победный отрыв | Оппонент                    |
| - | ---------------- | ------------------------------------- | --------------- | --- | -------------- | --------------------------- |
| 1 | 25 февраля 2007  | WGC-Accenture Match Play Championship | 2&1             | 2&1 | 2&1            | Джефф Огильви               |
| 2 | 10 мая 2009      | The Players Championship              | 68-69-73-66=276 | −12 | 4 ударов       | Ян Поультер                 |
| 3 | 2 сентября 2013  | Deutsche Bank Championship            | 67-63-66-66=262 | −22 | 2 ударов       | Стив Страйкер               |
| 4 | 22 сентября 2013 | Tour Championship                     | 64-66-69-68=267 | −13 | 3 ударов       | Джордан Спит, Стив Страйкер |
| 5 | 17 июля 2016     | The Open Championship                 | 68-65-68-63=264 | −20 | 3 ударов       | Фил Микельсон               |

### Победы в Sunshine-турах (1)
| Нет. | Дата           | Турнир                 | Победный счет         | Победный отрыв | Второе      |
| ---- | -------------- | ---------------------- | --------------------- | -------------- | ----------- |
| 1    | 7 декабря 2008 | Nedbank Golf Challenge | -21 (63-71-65-68=267) | 9 ударов       | Кенни Перри |

### Победы в Challenge-турах (3)
| No. | Date             | Tournament                 | Winning score         | Победный отрыв | Runners-up                                    |
| --- | ---------------- | -------------------------- | --------------------- | -------------- | --------------------------------------------- |
| 1   | 25 июня 2000     | DEXIA-BIL Luxembourg Open  | −18 (63-68-69-70=270) | Плей-офф       | Николас Колсаертс (am), Нильс Рорбек-Петерсен |
| 2   | 17 сентября 2000 | Gula Sidorna Grand Prix    | −7 (66-69-71-71=277)  | 3 удара        | Роберт-Ян Декерсен, Кеннет Ферри              |
| 3   | 5 ноября 2000    | Challenge Tour Grand Final | −18 (69-67-65-69=270) | 5 ударов       | Микаэль Лундберг, Эндрю Райт, Микеле Реаль    |

### Другие победы (1)
| Нет. | Дата           | Турнир                        | Победный счет         | Победный отрыв | Второе                                    |
| ---- | -------------- | ----------------------------- | --------------------- | -------------- | ----------------------------------------- |
| 1    | 30 ноября 2008 | Omega Mission Hills World Cup | -27 (65-67-66-63=261) | 3 удара        | Мигель Анхель Хименес и Пабло Ларразабаль |

## Крупные чемпионаты

### Победы (1)
| Год  | Чемпионат          | Победный счет         | Победный отрыв | Второе        |
| ---- | ------------------ | --------------------- | -------------- | ------------- |
| 2016 | Открытый чемпионат | -20 (68-65-68-63=264) | 3 удара        | Фил Микельсон |

### Результаты
| Турнир             | 2001 | 2002 | 2003 | 2004 | 2005 | 2006 | 2007 | 2008 | 2009 |
| ------------------ | ---- | ---- | ---- | ---- | ---- | ---- | ---- | ---- | ---- |
| Мастерс            | НЕТ  | НЕТ  | НЕТ  | НЕТ  | НЕТ  | КАТ  | 17   | 17   | 38   |
| США                | НЕТ  | НЕТ  | НЕТ  | НЕТ  | НЕТ  | 26   | КАТ  | КАТ  | 9    |
| Открытый чемпионат | КАТ  | НЕТ  | НЕТ  | НЕТ  | 34   | 48   | КАТ  | 3    | 13   |
| Чемпионат PGA      | НЕТ  | НЕТ  | НЕТ  | НЕТ  | 47   | 14   | КАТ  | 4    | 6    |

| Турнир             | 2010 | 2011 | 2012 | 2013 | 2014 | 2015 | 2016 |
| ------------------ | ---- | ---- | ---- | ---- | ---- | ---- | ---- |
| Мастерс            | КАТ  | КАТ  | Т40  | 18   | 14   | 19   | 24   |
| США                | 29   | 23   | НЕТ  | 21   | 4    | 27   | —    |
| Открытый чемпионат | 3    | 68   | НЕТ  | 2    | 39   | 40   | 1    |
| Чемпионат PGA      | КАТ  | НЕТ  | НЕТ  | 3    | 3    | 25   |      |

НЕТ = не играл
КАТ = не пробился в 3-й и 4-й раунды
Победы на турнирах отмечены зелёным, топ-10 — жёлтым.

### Всего
| Турнир             | Побед | 2-й | 3-й | Топ-5 | Топ-10 | Топ-25 | События | Сокращение |
| ------------------ | ----- | --- | --- | ----- | ------ | ------ | ------- | ---------- |
| Мастерс            | 0     | 0   | 0   | 0     | 0      | 6      | 11      | 8          |
| США                | 0     | 0   | 0   | 1     | 2      | 4      | 10      | 7          |
| Открытый чемпионат | 1     | 1   | 2   | 4     | 4      | 5      | 12      | 10         |
| Чемпионат PGA      | 0     | 0   | 2   | 3     | 4      | 6      | 9       | 7          |
| Итоги              | 1     | 1   | 4   | 8     | 10     | 21     | 42      | 32         |

## Чемпионат мира по гольфу

### Победы (1)
| Год  | Чемпионат                             | Победный счет | Залогом победы | Второе       |
| ---- | ------------------------------------- | ------------- | -------------- | ------------ |
| 2007 | WGC-Accenture Match Play Championship | 2 & 1         | 2 & 1          | Джефф Огилви |

### Результаты
Результаты не в хронологическом порядке до 2015 года.
| Турнир                   | 2005 | 2006 | 2007 | 2008 |
| ------------------------ | ---- | ---- | ---- | ---- |
| Cadillac Championship    | 3    | 13   | 19   | 57   |
| Dell Match Play          | НЕТ  | 32   | 1    | 3    |
| Bridgestone Invitational | 13   | 31   | 41   | 16   |

| Турнир                   | 2009 | 2010 | 2011 | 2012 | 2013 | 2014 | 2015 | 2016 |
| ------------------------ | ---- | ---- | ---- | ---- | ---- | ---- | ---- | ---- |
| Cadillac Championship    | 77   | 37   | НЕТ  | НЕТ  | НЕТ  | 16   | 4    | 28   |
| Dell Match Play          | R64  | R64  | R64  | НЕТ  | R64  | 32   | 34   | НЕТ  |
| Bridgestone Invitational | 29   | 80   | НЕТ  | НЕТ  | 2    | 19   | 6    | НЕТ  |
| HSBC Champions           | 40   | 13   | НЕТ  | НЕТ  | 31   | 24   | 11   |      |

- Eisenhower Trophy (от Швеции): 1998
- St Andrews Trophy (от Континентальной Европы): 1998 (победители)

Профессиональный
- Seve Trophy (от Континентальной Европы): 2005, 2009
- Чемпионат мира (от Швеции): 2005, 2006, 2008 (победители), 2009
- Royal Trophy (от Европы): 2006 (победители), 2007 (победители), 2010 (победители), 2011 (победители), 2012
- Кнвук Сгз (представительство в Европе): 2006 (победителей), 2008, 2014 (победители)

| 2006 | 2008 | 2010 | 2012 | 2014 | Общая |
| ---- | ---- | ---- | ---- | ---- | ----- |
| 1,5  | 1,5  | -    | -    | 3    | 6     |